# Veřejnost
Veřejnost je velmi obecný pojem, který zahrnuje všechny lidi, resp. občany. Jde o termín významově zcela neutrální, neboť osoby nijak nekategorizuje a společensky nijak dále nevymezuje. Do tohoto pojmu v nejširším slova smyslu slova tedy spadají všichni občané, a to prakticky bez jakéhokoliv myslitelného rozdílu, jako který by se nabízel věk, pohlaví, národnost, etnická a státní příslušnost, náboženské vyznání, sexuální a politická orientace, lidská rasa, sociální postavení atd.
V užším smyslu lze pak pojem veřejnost chápat jako velkou skupinu osob, které jsou běžně dostupné veřejné (nikoliv privátní a jakkoliv utajované) znalosti a informační zdroje, což v současné době zejména v civilizovaných zemích a rozvinutých státech fakticky představuje převážnou většinu celé lidské společnosti.
Pojem veřejnost lze chápat a vykládat více různými způsoby, záleží vždy na celkovém kontextu sdělení. Jeden z možných způsobů chápání tohoto pojmu: veřejnost je myšlený společenský duchovní i fyzický prostor, který je sdílen všemi lidmi současně bez jakéhokoliv vnějšího či vnitřního rozdílu.